# Logica van Port-Royal
De logica van Port-Royal is een verhandeling over taal en logica die in 1662 onder de titel La logique, ou l'art de penser voor het eerst anoniem is gepubliceerd in Parijs. Het werk was geschreven door Antoine Arnauld en Pierre Nicole. Dit waren twee leden van de jansenistische beweging  waar ook Blaise Pascal deel van uitmaakte en die rondom Port-Royal haar basis had. Het werk is tot ver in de 19e eeuw de belangrijkste leidraad geweest voor zowel de syntaxis als de taalfilosofie en de logica.

## Achtergrond
In 1660 ontwierp Arnauld samen met Claude Lancelot een grammaticaal werk met de titel Grammaire générale et raisonnée contenant les fondemens de l'art de parler, expliqués d'une manière claire et naturelle, waar de inhoud van de enkele jaren later verschenen Logica van Port Royal grotendeels op was gebaseerd. De basisgedachte was dat taal via woorden gedachten uitdrukt, zodat de woorden de symbolen van de gedachten zijn. Het schrift bestaat op zijn beurt uit symbolen voor woorden. Op deze manier worden grafemen volledig op één lijn getrokken met datgene wat ze vertegenwoordigen en met andersoortige tekens, bijvoorbeeld uit de natuur (rook die de voorbode is van vuur) en zelfs uit de theologie en de liturgie (bijvoorbeeld de hostie die het lichaam van Jezus Christus vertegenwoordigt). Ook het begrip significant (signifiant) dat op het symbool als betekenisdragend element betrekking heeft, staat hier centraal, al werd dit indertijd nog niet zo genoemd. De rede werd als de belangrijkste basis voor de taal beschouwd, in plaats van de manier waarop taal wordt gebruikt. Syntactische categorieën werden op één lijn getrokken met logische eenheden en geanalyseerd volgens het algoritme "onderwerp - gezegde - lijdend voorwerp".
In feite was de in de Logica van Port Royal verrichte analyse het begin van wat nu de universele grammatica heet; bovendien heeft het een belangrijke bijdrage aan de linguistiek geleverd. De voorgestelde ideeën sloten goed aan op de epistemologie van Pascal en René Descartes, anderzijds druisten ze rechtstreeks in tegen wat was voorgesteld door bijvoorbeeld Vaugelas.

## Kritiek
Het werk is later bekritiseerd door bijvoorbeeld Louis Marin, terwijl Michel Foucault in zijn werk Les mots et les choses van mening is dat de Logica van Port-Royal, samen met enkele andere werken, een belangrijke bijdrage heeft geleverd aan wat hij zelf de ontwikkeling van het epistémè noemt.